# Colledimezzo
Colledimezzo es una localidad de 562 habitantes en la provincia de Chieti, en Italia. Forma parte de la Comunità Montana Valsangro.
El nombre (que significa "cerro de enmedio") se debe a la disposición del cerro Castellano, en donde surgió el centro habitado, y que de hecho se encuentra entre dos cerros contiguos, Monte Butino y Monte Rinello.

## Evolución demográfica
| Gráfica de evolución demográfica de Colledimezzo entre 1861 y 2001 |
|                                                                    |
| Fuente ISTAT - elaboración gráfica de Wikipedia                    |

- Datos: Q51210
- Multimedia: Colledimezzo / Q51210

1. ↑  Worldpostalcodes.org, código postal n.º 66040.
2. ↑  «Codici Catastali». Comuni-italiani.it (en italiano). Consultado el 29 de abril de 2017.